# Maryna Bekh-Romanchuk
Maryna Bekh-Romanchuk (née le 18 juillet 1995 dans l’oblast de Khmelnytsky) est une athlète ukrainienne, spécialiste du saut en longueur.

## Biographie
Vainqueur du Festival olympique de la jeunesse européenne 2011, elle se classe troisième des championnats d'Europe juniors de 2013. Elle s'incline dès les qualifications lors des championnats du monde 2013.
En juin 2016, lors des Championnats d'Ukraine à Lutsk, elle porte son record personnel à 6,93 m (+ 1,0 m/s). Lors des Championnats d'Europe d'Amsterdam, elle mord de peu un saut à plus de 7 mètres.
Le 11 août 2018, dans le stade olympique de Berlin, Maryna Bekh remporte en finale du saut en longueur la médaille d'argent des championnats d'Europe avec un saut à 6,73 m, au 6e essai, derrière l'Allemande Malaika Mihambo (6,75 m).
Avec l’équipe d’Ukraine, elle remporte la médaille d’or par équipes lors de la finale des Jeux européens de 2019, en remportant l’épreuve individuelle du saut en longueur en 6,79 m. Le 9 juillet, elle remporte l'or à l'Universiade d'été de Naples avec 6,84 m, devant Evelise Veiga (6,61 m).

## Vie privée
Elle s'est mariée le 2 septembre 2018 avec le nageur Mykhailo Romanchuk, vice-champion du monde et champion d'Europe en nage libre,.

## Palmarès
| Date | Compétition                        | Lieu                               | Résultat | Épreuve     | Marque  |
| ---- | ---------------------------------- | ---------------------------------- | -------- | ----------- | ------- |
| 2012 | Championnats du monde cadets       | Lille                              | 5e       | Longueur    | 6,05 m  |
| 2012 | Championnats du monde juniors      | Barcelone                          | 8e       | Longueur    | 6,35 m  |
| 2013 | Championnats d'Europe juniors      | Rieti                              | 3e       | Longueur    | 6,44 m  |
| 2014 | Championnats du monde juniors      | Eugene                             | 9e       | Longueur    | 5,95 m  |
| 2015 | Championnats d'Europe espoirs      | Tallinn                            | 6e       | Longueur    | 6,50 m  |
| 2016 | Championnats d'Europe              | Amsterdam                          | 12e      | Longueur    | 6,29 m  |
| 2016 | Jeux olympiques                    | Rio de Janeiro                     | finale   | Longueur    | NM      |
| 2017 | Championnats d'Europe en salle     | Belgrade                           | 7e       | Longueur    | 6,59 m  |
| 2017 | Championnats d'Europe par équipes  | Lille                              | 3e       | Longueur    | 6,43 m  |
| 2017 | Championnats d'Europe espoirs      | Bydgoszcz                          | 3e       | Longueur    | 6,48 m  |
| 2018 | Championnats du monde en salle     | Birmingham                         | 10e      | Longueur    | 6,37 m  |
| 2018 | Championnats d'Europe              | Berlin                             | 2e       | Longueur    | 6,73 m  |
| 2019 | Championnats des Balkans en salle  | Istanbul                           | 1re      | Longueur    | 6,76 m  |
| 2019 | Championnats d'Europe en salle     | Glasgow                            | 3e       | Longueur    | 6,84 m  |
| 2019 | Jeux européens                     | Minsk                              | 1re      | Longueur    | 6,79 m  |
| 2019 | Universiade                        | Naples                             | 1re      | Longueur    | 6,84 m  |
| 2019 | Championnats du monde              | Doha                               | 2e       | Longueur    | 6,92 m  |
| 2020 | Circuit mondial en salle de l'IAAF | Circuit mondial en salle de l'IAAF | 1re      | Longueur    | détails |
| 2021 | Championnats d'Europe en salle     | Toruń                              | 1re      | Longueur    | 6,92 m  |
| 2021 | Jeux olympiques                    | Tokyo                              | 5e       | Longueur    | 6,88 m  |
| 2022 | Championnats du monde en salle     | Belgrade                           | 6e       | Longueur    | 6,73 m  |
| 2022 | Championnats du monde en salle     | Belgrade                           | 2e       | Triple saut | 14,74 m |
| 2022 | Championnats du monde              | Eugene                             | 8e       | Longueur    | 6,82 m  |
| 2022 | Championnats du monde              | Eugene                             | 11e      | Triple saut | 13,91 m |
| 2022 | Championnats d'Europe              | Munich                             | 4e       | Longueur    | 6,76 m  |
| 2022 | Championnats d'Europe              | Munich                             | 1re      | Triple saut | 15,02 m |
| 2023 | Circuit mondial en salle de l'IAAF | Circuit mondial en salle de l'IAAF | 3e       | Triple saut | détails |
| 2023 | Jeux européens                     | Chorzów                            | 1re      | Triple saut | 14,58 m |
| 2023 | Championnats du monde              | Budapest                           | 2e       | Triple saut | 15,00 m |
| 2024 | Jeux olympiques                    | Paris                              | 11e      | Triple saut | 13,98 m |

## Records
| Épreuve          | Épreuve   | Marque  | Lieu     | Date           |
| ---------------- | --------- | ------- | -------- | -------------- |
| Saut en longueur | Plein air | 6,93 m  | Lutsk    | 17 juin 2016   |
| Saut en longueur | En salle  | 6,96 m  | Toruń    | 8 février 2020 |
| Triple saut      | Plein air | 15,02 m | Munich   | 19 août 2022   |
| Triple saut      | En salle  | 14,74 m | Belgrade | 20 mars 2022   |